# امین نظری
امین نظری (زاده ۶ اردیبهشت ۱۳۷۲) که اکنون در تیم کداه مالزی در لیگ برتر فوتبال مالزی بازی می کند.وی از پدری ایرانی و مادری فیلیپینی است و او دعوت کارلوس کیروش را به بهانه پیشرفت نپذیرفت.